# Australië op de Olympische Zomerspelen 1948
Australië nam deel aan de Olympische Zomerspelen 1948 in Londen, Engeland. Het totale aantal van 13 medailles was het grootste aantal tot dan toe.

## Medailles
| Sport     | Olympiër                                                 | Discipline             | Medaille |
| --------- | -------------------------------------------------------- | ---------------------- | -------- |
| Atletiek  | John Winter                                              | hoogspringen (m)       | Goud     |
| Roeien    | Mervyn Wood                                              | skiff (m)              | Goud     |
|           |                                                          |                        |          |
| Atletiek  | Theo Bruce                                               | verspringen (m)        | Zilver   |
| Atletiek  | George Avery                                             | hink-stap-springen (m) | Zilver   |
| Atletiek  | Joyce King June Maston Betty McKinnon Shirley Strickland | 4x100m (v)             | Zilver   |
| Worstelen | Dick Garrard                                             | -73kg (m)              | Zilver   |
| Zwemmen   | John Marshall                                            | 1500m vrije slag (m)   | Zilver   |
| Zwemmen   | Nancy Lyons                                              | 200m schoolslag (v)    | Zilver   |
|           |                                                          |                        |          |
| Atletiek  | Shirley Strickland                                       | 100m (v)               | Brons    |
| Atletiek  | Shirley Strickland                                       | 80m horden (v)         | Brons    |
| Worstelen | Jim Armstrong                                            | +87kg (m)              | Brons    |
| Zwemmen   | John Marshall                                            | 400m vrije slag (m)    | Brons    |
| Zwemmen   | Judy-Joy Davies                                          | 100m rugslag (v)       | Brons    |

## Deelnemers en resultaten

### Atletiek
| Olympiër                                                 | Discipline             | Resultaat    | Prestatie |
| -------------------------------------------------------- | ---------------------- | ------------ | --- |
| John Bartram                                             | 100m (m)               | halve finale | serie 8: 2e in 10,8 kwartfinale 3: 3e in 10,6 halve finale 1: 4e |
| John Treloar                                             | 100m (m)               | halve finale | serie 7: 1e in 10,5 kwartfinale 4: 2e in 10,5 halve finale 2: 4e |
| Morris Curotta                                           | 100m (m)               | halve finale | serie 9: 1e in 10,7 kwartfinale 2: 3e in 10,8 halve finale 1: 6e |
| John Treloar                                             | 200m (m)               | halve finale | serie 9: 1e in 21,7 kwartfinale 2: 2e in 21,5 halve finale 2: 4e |
| John Bartram                                             | 400m (m)               | 5e           | serie 6: 2e in 50,8 kwartfinale 3: 4e in 49,9 |
| Morris Curotta                                           | 400m (m)               | halve finale | serie 10: 1e in 49,1 kwartfinale 2: 2e in 48,4 halve finale 1: 2e in 47,2 finale: 5e in 47,9 |
| Bill Ramsey                                              | 400m (m)               | 31e          | serie 4: 5e in 50,3 |
| Bill Ramsey                                              | 800m (m)               | halve finale | serie 1: 2e in 1.55,0 halve finale 2: 5e in 1.54,9 |
| Peter Gardner                                            | 110m horden (m)        | 5e           | serie 3: 2e in 14,6 halve finale 1: 2e in 14,5 finale: 5e in 14,7 |
| Charles Green                                            | 110m horden (m)        | series       | serie 4: 5e in 15,4 |
| Ray Weinberg                                             | 110m horden (m)        | halve finale | serie 6: 2e in 15,0 halve finale 2: 5e |
| Theo Bruce John Bartram Morris Curotta John Treloar      | 4x100m (m)             | 7e           | serie 2: 3e in 41,5 |
| George Knott                                             | 10 km snelwandelen (m) | series       | serie 1: 7e |
| Theo Bruce                                               | verspringen (m)        | Zilver       | kwalificatie groep A: 2e met 7,20m finale: 2e met 7,555m |
| George Avery                                             | hink-stap-springen (m) | Zilver       | kwalificatie: 1e met 15,335m finale: 2e met 15,365m |
| Les McKeand                                              | hink-stap-springen (m) | 7e           | kwalificatie: 11e met 14,55m finale: 7e met 14,53m |
| John Winter                                              | hoogspringen (m)       | Goud         | kwalificatie : 1e met 1,87m finale: 1e met 1,98m |
| Peter Mullins                                            | tienkamp (m)           | 6e           | 100m: 5e in 11,2 (787 punten) verspringen: 11e met 6,645m (711 punten) kogelstoten: 10e met 12,75m (691 punten) hoogspringen: 6e met 1,83m (822 punten) 400m: 12e in 53,2 (706 punten) 110m horden: 1e in 15,2 (896 punten) discuswerpen: 23e met 33,94m (541 punten) polsstokhoogspringen: 8e met 3,4 (652 punten) speerwerpen: 8e met 51,32m (612 punten) 1500m: 26e in 5.17,6 (321 punten) totaal: 6739 punten |
|                                                          |                        |              | |
| Joyce King                                               | 100m (v)               | series       | serie 3: 4e in 13,1 |
| Betty McKinnon                                           | 100m (v)               | series       | serie 1: 3e in 12,7 |
| Shirley Strickland                                       | 100m (v)               | Brons        | serie 2: 1e in 12,4 halve finale 1: 2e in 12,4 finale: 3e in 12,2 |
| Joyce King                                               | 200m (v)               | 11e          | serie 3: 1e in 25,9 halve finale 1: 6e in 25,3 |
| Betty McKinnon                                           | 200m (v)               | 7e           | serie 6: 1e in 25,9 halve finale 2: 7e in 25,1 |
| Shirley Strickland                                       | 200m (v)               | 4e           | serie 4: 2e in 25,1 halve finale 2: 1e in 24,9 finale: 4e in 25,3 |
| Shirley Strickland                                       | 80m horden (v)         | Brons        | serie 3: 2e in 11,9 halve finale 2: 1e in 11,7 finale: 3e in 11,4 |
| Joyce King June Maston Betty McKinnon Shirley Strickland | 4x100m (v)             | Zilver       | serie 2: 2e in 48,0 finale: 2e in 47,6 |
| Judy Canty                                               | verspringen (v)        | 11e          | kwalificatie: 11e met 5,29 finale: 7e met 5,38m |
| June Maston                                              | verspringen (v)        | 22e          | kwalificatie: 22e met 5,06m |

### Boksen
| Olympiër         | Discipline | Resultaat | Prestatie |
| ---------------- | ---------- | --------- | --- |
| Ronald Gower     | -51kg (m)  | 9e        | 1e ronde: W van HUN Bondi: punten 2e ronde: V van ESP Martinez: punten                                                                                               |
| Jimmy Carruthers | -54kg (m)  | 5e        | 1e ronde: W van CAN Daigle: gediskwalificeerd 2e ronde: W van ARG Parés: punten kwartfinale: V van HUN Csík: walk-over                                               |
| Laurie Birks     | -57kg (m)  | 9e        | 1e ronde: W van FIN Tammelin: punten 2e ronde: V van KOR Byeong-Ran: knock-out                                                                                       |
| Billy Barber     | -60kg (m)  | 17e       | 1e ronde: V van BEL Vissers: punten |
| Billy Boyce      | -67kg (m)  | 5e        | 1e ronde: vrij 2e ronde: W van LUX Roller: punten kwartfinale: V van RSA Du Preez: punten                                                                            |
| Graham Higham    | -73kg (m)  | 17e       | 1e ronde: V van ARG Garcia: punten |
| Adrian Holmes    | -67kg (m)  | 4e        | 1e ronde: vrij 2e ronde: W van EGY El-Minabawi: knock-out kwartfinale: W van IRL O'Hagan: punten halve finale: V van GBR Scott: punten bronzen finale: V van ARG Cía |

### Gewichtheffen
| Olympiër    | Discipline  | Resultaat | Prestatie                                                                               |
| ----------- | ----------- | --------- | --------------------------------------------------------------------------------------- |
| Keith Caple | -56kg (m)   | 9e        | drukken: 12e met 77,5kg trekken: 6e met 85kg stoten: 7e met 110kg totaal: 272,5kg       |
| Ray Magee   | +82,5kg (m) | 12e       | drukken: 10e met 110,0kg trekken: 10e met 110kg stoten: 12e met 137,5kg totaal: 357,5kg |

### Roeien
| Olympiër                                                           | Discipline      | Resultaat | Prestatie                                                                     |
| ------------------------------------------------------------------ | --------------- | --------- | ----------------------------------------------------------------------------- |
| Mervyn Wood                                                        | skiff (m)       | Goud      | serie 1: 1e in 7.25,9 halve finale 3: 1e in 8.08,5 finale: 1e in 8.21,5       |
| Ted Bromley Spencer Grace                                          | twee-zonder (m) | 5e        | serie 2: 2e in 7.26,8 herkansingen: 1e in 7.28,4 halve finale 1: 2e in 7.54,5 |
| Tom Darcy Colin Douglas-Smith Wal Lambert Hugh Lambie Jack Webster | vier-met (m)    | 9e        | serie 3: 2e in 7.04,3 herkansingen: 2e in 7.07,1                              |

### Schietsport
| Olympiër        | Discipline                  | Resultaat | Prestatie                       |
| --------------- | --------------------------- | --------- | ------------------------------- |
| Mill Menghini   | 300m geweer 3 houdingen (m) | 32e       | 856 punten: (362-292-202)       |
| Reginald Parker | 300m geweer 3 houdingen (m) | 30e       | 926 punten: (359-281-286)       |
| John Wise       | 300m geweer 3 houdingen (m) | 33e       | 852 punten: (358-301-193)       |
| Leo Dove        | 300m geweer 3 houdingen (m) | 55e       | 578 punten: (98-99-94-95-95-97) |
| Neville Holt    | 300m geweer 3 houdingen (m) | 47e       | 584 punten: (98-97-95-97-98-99) |
| Claude Platt    | 300m geweer 3 houdingen (m) | 46e       | 584 punten: (94-99-99-97-97-98) |

### Schoonspringen
| Olympiër     | Discipline   | Resultaat | Prestatie     |
| ------------ | ------------ | --------- | ------------- |
| David Norris | 3m plank (m) | 16e       | 109,67 punten |

### Waterpolo
| Olympiër | Discipline | Resultaat | Prestatie                                                |
| --- | ---------- | --------- | -------------------------------------------------------- |
| Ben Dalley Jack King Eric Johnston Les McKay Leon Ferguson Arthur Burge Herman Doerner Colin French Roger Cornforth Jack Ferguson | mannen     | 18e       | groepsfase: 3e V van Italië: 0-9 V van Joegoslavië: 3-12 |

| Groep D |             |             |             |             |             |        |        |        |        |
| #       | Land        | Wedstrijden | Wedstrijden | Wedstrijden | Wedstrijden | Punten | Punten | Punten | Punten |
| #       | Land        | G           | W           | G           | V           | V      | T      | Saldo  | Punten |
| 1       | Italië      | 2           | 1           | 1           | 0           | 13     | 4      | +9     | 3      |
| 2       | Joegoslavië | 2           | 1           | 1           | 0           | 16     | 7      | +9     | 3      |
| 3       | Australië   | 2           | 0           | 0           | 2           | 3      | 21     | -18    | 0      |

### Wielersport
| Olympiër                                               | Discipline               | Resultaat | Prestatie |
| Baan                                                   | Baan                     | Baan      | Baan |
| ------------------------------------------------------ | ------------------------ | --------- | --- |
| Charlie Bazzano                                        | sprint (m)               | 4e        | 1e ronde: V van DEN Schandorff herkansingen ronde 1: W van PAK Naqi Mallick in 2.31,0 2e ronde: W van SUI Roth in 3.51,6 kwartfinale 4: W van URU Rocca halve finale: V van GBR Harris bronzen finale: V van DEN Schandorff |
| Jorge Sobrevila                                        | tijdrit (m)              | 6e        | 1.15,7 |
| Jack Hoobin Russell Mockridge Jim Nestor Sid Patterson | ploegenachtervolging (m) | 7e        | serie 6: 2e in 5.06,05 kwartfinale 2: 2e in 5.07,07 |
|                                                        |                          |           | |
| Ken Caves                                              | wegwedstrijd (m)         | DNF       | niet gefinisht |
| Jack Hoobin                                            | wegwedstrijd (m)         | 7e        | 5:18.18,2 |
| Russell Mockridge                                      | wegwedstrijd (m)         | 26e       | 5:39.54,6 |
| Jim Nestor                                             | wegwedstrijd (m)         | DNF       | niet gefinisht |
| Ken Caves Jack Hoobin Russell Mockridge Jim Nestor     | wegwedstrijd team (m)    | DNF       | niet gefinisht |

### Worstelen
| Olympiër      | Discipline  | Resultaat   | Prestatie |
| Vrije stijl   | Vrije stijl | Vrije stijl | Vrije stijl |
| ------------- | ----------- | ----------- | --- |
| Bert Harris   | -52kg (m)   | 10e         | 1e ronde: V van IND Jhadav: 0-3 2e ronde: V van IRI Raisi |
| Dick Garrard  | -73kg (m)   | Zilver      | 1e ronde: W van SUI Angst: 3-0 2e ronde: W van HUN Sóvári: 2-1 3e ronde: W van IND Bhargava 4e ronde: W van FRA Leclerc 5e ronde: V van USA Merrill: 1-2 finale: V van TUR Doğu |
| Bruce Arthur  | -79kg (m)   | 9e          | 1e ronde: V van TUR Candemir 2e ronde: W van IND Roy 3e ronde: V van USA Brand                                                                                                  |
| Jim Armstrong | +87kg (m)   | Brons       | 1e ronde: W van GBR Oberlander: 3-0 2e ronde: V van HUN Bóbis 3e ronde: W van USA Hutton 4e ronde: W van TUR Esen 5e ronde: V van SWE Antonsson                                 |

### Zeilen
| Olympiër                       | Discipline          | Resultaat | Prestatie                          |
| ------------------------------ | ------------------- | --------- | ---------------------------------- |
| Robert French                  | eenmans firefly (m) | 18e       | 2005 punten: (18-11-19-16-9-12-10) |
| Jock Sturrock Leslie A. Fenton | star (m)            | 7e        | 3828 punten: (DNF-4-15-6-10-4-1)   |

### Zwemmen
| Olympiër         | Discipline           | Resultaat | Prestatie                                                                  |
| ---------------- | -------------------- | --------- | -------------------------------------------------------------------------- |
| Bruce Bourke     | 100m vrije slag (m)  | 9e        | serie 1: 2e in 59,1 halve finale 1: 4e in 1.00,0                           |
| Warren Boyd      | 100m vrije slag (m)  | 16e       | serie 3: 3e in 1.00,4 halve finale 2: 8e in 1.01,1                         |
| Garrick Agnew    | 400m vrije slag (m)  | 21e       | serie 3: 4e in 5.06,1                                                      |
| John Marshall    | 400m vrije slag (m)  | Brons     | serie 6: 2e in 4.51,4 halve finale 1: 2e in 4.50,0 finale: 3e in 4.47,4    |
| Garrick Agnew    | 1500m vrije slag (m) | 33e       | serie 4: 6e in 21.40,1                                                     |
| John Marshall    | 1500m vrije slag (m) | Brons     | serie 5: 1e in 20.01,1 halve finale 1: 1e in 19.53,8 finale: 2e in 19.31,3 |
| Bruce Bourke     | 100m rugslag (m)     | 13e       | serie 2: 1e in 1.11,3 halve finale 1: 8e in 1.11,4                         |
| John Davies      | 200m schoolslag (m)  | 4e        | serie 4: 2e in 2.48,3 halve finale 1: 4e in 2.44,8 finale: 4e in 2.43,7    |
| Kevin Hallett    | 200m schoolslag (m)  | 28e       | serie 5: 7e in 3.02,0                                                      |
|                  |                      |           |                                                                            |
| Marjorie McQuade | 100m vrije slag (v)  | 13e       | serie 3: 3e in 1.08,5 halve finale 1: 6e in 1.06,9                         |
| Denise Spencer   | 100m vrije slag (v)  | 20e       | serie 2: 3e in 1.10,0                                                      |
| Denise Spencer   | 400m vrije slag (v)  | 10e       | serie 3: 4e in 5.40,9 halve finale 2: 6e in 5.35,6                         |
| Judy-Joy Davies  | 100m rugslag (v)     | Brons     | serie 3: 1e in 1.16,4 halve finale 2: 2e in 1.17,8 finale: 3e in 1.16,7    |
| Nancy Lyons      | 200m schoolslag (v)  | Zilver    | serie 1: 1e in 3.02,9 halve finale 1: 1e in 3.00,9 finale: 2e in 2.57,7    |

Afghanistan · Argentinië · Australië · België · Bermuda · Birma · Brazilië · Brits-Guiana · Canada · Ceylon · Chili · Colombia · Cuba · Denemarken · Egypte · Filipijnen · Finland · Frankrijk · Griekenland · Groot-Brittannië · Hongarije · Ierland · IJsland · India · Irak · Iran · Italië · Jamaica · Joegoslavië · Libanon · Liechtenstein · Luxemburg · Malta · Mexico · Monaco · Nederland · Nieuw-Zeeland · Noorwegen · Oostenrijk · Pakistan · Panama · Peru · Polen · Portugal · Puerto Rico · Republiek China · Singapore · Spanje · Syrië · Trinidad en Tobago · Tsjecho-Slowakije · Turkije · Uruguay · Venezuela · Verenigde Staten · Zuid-Afrika · Zuid-Korea · Zweden · Zwitserland